# Паркервил (Канзас)
Паркервил (енгл. Parkerville) град је у америчкој савезној држави Канзас.

## Демографија
По попису из 2010. године број становника је 59, што је 14 (-19,2%) становника мање него 2000. године.
| Група             | 2000.      | 2010.      |
| Белци             | 68 (93,2%) | 48 (81,4%) |
| Афроамериканци    | 0 (0,0%)   | 0 (0,0%)   |
| Азијати           | 0 (0,0%)   | 0 (0,0%)   |
| Хиспаноамериканци | 5 (6,8%)   | 8 (13,6%)  |
| Укупно            | 73         | 59         |